# Alan Barrett
Alan John Barrett  (14. november 1912 - 8. april 1961) var en engelsk roer, født på Malta.
Barrett vandt ved OL 1936 i Berlin en sølvmedalje for Storbritannien i firer uden styrmand, hvor Martin Bristow, Peter Jackson og John Sturrock udgjorde resten af besætningen. I finalen blev briterne besejret af den tyske båd, der vandt guld, mens Schweiz fik bronze. Det var det eneste OL han deltog i.

## OL-medaljer
- 1936:  Sølv i firer uden styrmand